# Станционная улица (Ижевск)
Станцио́нная улица — улица, расположенная в Ленинском административном районе города Ижевска на территории микрорайона Воложка.

## История
Станционная улица была образована в Ленинском районе Ижевска 3 февраля 1954 года по решению исполкома районного совета депутатов. Своё название улица получила в связи с открытием на ней в 1950 году станции «Воложка» Горьковской железной дороги.

## Расположение
Улица находится на северо-западе Ижевска на окраине микрорайона Воложка. Поблизости от улицы и вдоль неё проходит граница между Ижевском и Завьяловским районом Удмуртии.
Улица расположена вдоль однопутной железной дороги Ижевск — Балезино, а именно, на перегоне Заводская — Люкшудья. В связи с этим направление улицы совпадает с направлением железной дороги — с юго-востока на северо-запад.
Улица начинается на юго-западе микрорайона Воложка между лесом и железной дорогой и далее идёт на северо-запад вдоль железной дороги. После окончания жилой застройки проезжая часть улицы плавно поворачивает на северо-восток, отклоняясь от железнодорожной линии, и заканчивается на перекрёстке с улицей Дачной.

## Описание
Станционная улица застроена только с восточной (чётной) стороны. С западной проходит железная дорога. Застройка — индивидуальная, частная. Нумерация домов ведётся с юго-востока на северо-запад, при этом порядок следования номеров не всегда соблюдается. Хотя улица застроена только с чётной стороны, дома пронумерованы как чётными так и нечётными номерами. Дома улицы обслуживаются городским отделением почтовой связи № 49.
Улица не имеет асфальтового покрытия. При этом проезжей для автотранспорта является только её северная часть: от Дачной улицы до платформы Воложка.

## Примечательные здания и сооружения
На улице расположена пассажирская платформа Воложка — остановочный пункт пригородных поездов, следующих из Ижевска до Увы и Балезино.

## Транспорт
Кроме пригородных поездов другой общественный транспорт отсутствует. Ближайшая автобусная остановка находится на расстоянии 2,5 км от улицы.